# Hansreia coriacea
Hansreia coriacea – gatunek chrząszcza z rodziny poświętnikowatych i podrodziny Scarabaeinae. Endemit amazońskiej części Brazylii.

## Taksonomia
Takson ten opisany został po raz pierwszy w 1922 roku przez Adolfa Schmidta na łamach „Archiv für Naturgeschichte” jako odmiana Canthon affinis. Jako lokalizację typową wskazano Amazonię. W 1944 roku wyniesiony został do rangi podgatunku przez Richarda E. Blackweldera. W 2000 roku przeniesiony został do rodzaju Hansreia przez Fernanda Z. Vaz-de-Mello. W 2015 roku rangę osobnego gatunku nadali mu Marcely Valois, Fernando Z. Vaz-de-Mello i Fernando A.B. Silva.

## Morfologia
Chrząszcz o ciele długości od 7,4 do 9,6 mm. Głowa jest ciemnobrązowa z zielonym lub czerwonawym połyskiem metalicznym, a w okolicy oczu z połyskiem żółtawym lub zielonkawym. Przedplecze jest wysklepione, dwukrotnie szersze niż dłuższe, całkowicie wskutek gęstego mikroziarenkowania i oczkowatego mikroguzkowania matowe, skąpo porośnięte krótkimi szczecinkami. Krawędzie boczne między kątami bocznymi a tylnymi są w przybliżeniu proste. Pokrywy mają po dziewięć rzędów. Pygidium ma błyszczące, rozproszone, nieregularne mikroguzki. Genitalia samca mają symetryczne, w widoku bocznym prostokątne paramery długości ⅔ fallobazy, na wierzchołku zaopatrzone tak długi jak szeroki, prostokątny wyrostek; kąt wewnętrzny między brzegiem grzbietowym a szczytowym paramery jest prosty, zaś między szczytowym a brzusznym wynosi około 55°. Edeagus ma w endofallusie skleryt podkowiasty z silnie rozszerzonym na krawędzi wewnętrznej ramieniem krótszym, okrągły z wyraźnym płatkiem zewnętrznym skleryt peryferyjny prawy górny, nieregularnie ukształtowany skleryt peryferyjny frontolateralny oraz wydłużony kompleks sklerytów osiowych i podosiowych o łukowato zakrzywionym szczycie.

## Ekologia i występowanie
Owad ten zasiedla równikowe lasy deszczowe.
Gatunek neotropikalny, endemiczny dla Brazylii, znany ze stanów Amazonas i Pará.